# La Bella i el circ màgic
La Bella i el circ màgic (originalment en noruec, Elleville Elfrid) és una pel·lícula noruega de comèdia i d'aventures animada per ordinador del 2020, basada en la sèrie de televisió infantil del mateix nom. Una coproducció entre Studio 100 Films i Kool Produktion AS, la pel·lícula està dirigida per Frank Mosvold i Atle Solberg Blakseth.
A la història, la Bella i en Henry són amics íntims i planegen fundar un circ junts, però quan el petit Johnny arriba a la ciutat es converteix en el nou millor amic d'en Henry, posa gelosa la Bella i el projecte del circ queda en dubte.
La pel·lícula es va estrenar a Noruega el 24 de gener de 2020, amb una obertura de 177.849 dòlars. En total, va recaptar 626.491 dòlars a Noruega i 355.323 a altres països, amb un total mundial de 981.814 dòlars amb un pressupost d'1.350.000 corones noruegues (164.213 dòlars), cosa que el va convertir en un èxit comercial. L'1 d'octubre de 2021 es va estrenar el doblatge en català. La cinta es va estrenar en vídeo a la carta i DVD als Estats Units el 24 de març de 2020.
La pel·lícula va rebre generalment comentaris diversos i positius de la crítica.